# التذكرة لابن غلبون
كتاب التذكرة في القراءات الثمان لابن غلبون هو أول كتاب وصل إلينا في القراءات القرآنية الثمان، وقد سبقه إمامان في التأليف في الثمان لكن كتابيهما مفقودان.
وكل الكتب التي ألفت في القراءات بعد ابن غلبون اعتمدوا كتابه هذا أصلا يرجعون إليه، ويستفيدون منه، وينقلون عنه، كالمهدوي في الهداية، ومكي في التبصرة، والداني في الجامع والتيسر.
وقد قسم المؤلف هذا الكتاب إلى خمسة أقسام:
القسم الأول: هو المقدمة، وقد تضمنت موضوع الكتاب وطريقته في ذكر المعلومات، والغاية من هذا التأليف. القسم الثاني: ذكر الأسانيد. القسم الثالث: ذكر خلاف القراء في الأصول. القسم الرابع: ذكر خلاف القراء في فرش الحروف. القسم الخامس: باب التكبير للبزي، وما يتعلق بذلك من مسائل.

## كتاب التذكرة ومؤلفه
اسم الكتاب: التذكرة في القراءات الثمان.
ومؤلفه: أبو الحسن طاهر ابن غلبون.
الناشر: جامعة أم القرى.
التحقيق: أيمن رشدي سويد.

## نبذة عن مؤلف الكتاب
اسمه: أبو الحسن طاهر بن عبد المنعم بن عبيدالله بن غلبون بن المبارك الحلبي.
نشأته: نشأ ابن غلبون في أسرة علمية بحلب، فأبوه هو أبو الطيب بن غلبون، مؤلف الإرشاد، فقرأ على والده القرآن بالروايات، كما تلقى القراءات على عدد من شيوخ بلده.
شيوخه: قرأ على كثيرين، وأولهم والده عبد المنعم بن غلبون، وكذا قرأ على أبي الحسن علي المعدل، وعلي الجلودي، ومحمد الحرتكي، وغيرهم.
تلاميذه: قرأ عليه كثيرون جدا لشهرته، ومن أبرزهم: عبد الرحمن الرازي، وأبو عمرو الداني، وابن نفيس، وأبو عمر الطلمنكي، ومكي بن أبي طالب، وغيرهم.
مؤلفاته: التذكرة في القراءات الثمان، والإدغام لأبي عمرو البصري وعلله، والوقف لحمزة وهشام، والراءات لورش.
مكانته العلمية: قال عنه تلميذه الداني: «لم نر في وقته مثله في فهمه وعلمه، مع فضله وصدق لهجته، كتبنا عنه كثيرا»، وقد أثنى عليه كل من ترجم له.
وفاته: توفي سنة 399هـ بمصر.

## أهمية الكتاب
يعد كتاب التذكرة في القراءات الثمان لابن غلبون أول كتاب وصل إلينا في القراءات الثمان، وقد سبقه إمامان في التأليف في الثمان لكن كتابيهما مفقودان.
والكتب التي ألفت في القراءات بعد ابن غلبون كلهم اعتمدوا كتابه هذا أصلا يرجعون إليه، ويستفيدون منه، وينقلون عنه، كالمهدوي في الهداية، ومكي في التبصرة، والداني في الجامع والتيسير.

## توثيق نسبة الكتاب إلى مؤلفه
هذا الكتاب من الكتب التي لا شك في نسبتها إلى المؤلف، فاسم الكتاب مثبت على جميع نسخ الكتاب، وكذا اسم مؤلفه، مما لا يدع مجالا للشك في صحة نسبة الكتاب إلى ابن غلبون.
كما أجمعت كل المصادر التي ترجمت لطاهر ابن غلبون أن له كتاب التذكرة، بل إنه لا يكاد يذكر إلا ويقال مؤلف كتاب التذكرة، فأصبح كالتعريف له، فعلى سبيل المثال: قال الذهبي في ترجمته: «نزيل أصبهان عن أربع وتسعين سنة، ومقرئ مصر أبو الحسن طاهر بن عبد المنعم بن غلبون مصنف التذكرة، ومسند زمانه».

## منهج المؤلف في الكتاب
قسم المؤلف المادة العلمية في هذا الكتاب إلى خمسة أقسام:
القسم الأول: هو المقدمة، وقد تضمنت موضوع الكتاب وطريقته في ذكر المعلومات، والغاية من هذا التأليف، فقال: «فإني ذاكر في هذا الكتاب ما تأدى إلى من قراءة أئمة الأمصار المشهورين بالإيجاز، تذكرة للعالم، وتقريبا على المتعلم، إذ كان سلفنا رحمة الله عليهم قد كفونا بما بسطوه في كتبهم من فنون القراءات، وذكر مناقب الأئمة وكثرة الروايات، مؤونة التطويل، فلذلك آثرت أنا في هذا الكتاب تقريب التراجم، وجمع الأصول، وتهذيب الفروع، وذكر المختلف فيه، والإمساك عن المتفق عليه، إلا في مواضع تدعو الحاجة إلى ذكرها، ليسهل حفظهن ويقرب متناوله، إن شاء الله».
ثم ذكر القراء الثمانية ورواتهم، ثم بين مصطلحات في هذا الكتاب.
القسم الثاني: ذكر الأسانيد التي وصلته بالقراء الثمانية، ثم أسانيدهم إلى رسول الله صلى الله عليه وسلم.
القسم الثالث: ذكر الخلاف بين القراء في الحروف التي يكثر دورها في القرآن الكريم، وهو ما يعرف عند القراء بالأصول.
القسم الرابع: ذكر الخلاف بين القراء في الحروف التي يقل دورها في القرآن الكريم، وهو ما يعرف عند القراء بفرش الحروف.
القسم الخامس: ختم المصنف كتابه بذكر باب التكبير للبزي، وما يتعلق بذلك من مسائل.

## من مزايا الكتاب
1. عناية بالرواية، واختياره أحد الوجهين الصحيحين في حرف خلاف، لا لشيء إلا لأنه هو الذي قرأ به منهما، وهذا أمر في غاية الأهمية، لأن القراءة سنة يأخذها الآخر عن الأول، مثال ذلك: تكلم في باب اختلافهم في الهمزتين من كلمتين على أن للقراء الذين يسقطون إحدى الهمزتين وجهين، ثم قال: «وكلا الوجهين حسن، غير أني بالمد قرأته، وبه آخذ».[7]
2. عنايته ببيان اختلاف الوقف والابتداء باختلاف القراءات، وربط التعليل به، مما يجعلنا نقول: إن كتاب التذكرة هو كتاب في القراءات وفي الوقف والابتداء المعلل، مثال ذلك: قال في سورة الأعراف: «وقرأ الحرميان وابن عامر {وَنَذَرُهُمْ}[8] بالنون، وقرأ الباقون بالياء، وجزم الراء حمزة والكسائي، ورفعها الباقون، فمن جزم الراء لم يجز له أن يبتدئ بقوله: {وَيَذَرْهُمْ} لأنه معطوف على موضع الفاء وما بعدها من قوله: {فَلَا هَادِيَ لَهُ}، فهو متعلق به...».[9]
3. أنه لا يكتفي بمجرد النقل عمن تقدمه من العلماء والقراء، بل يناقش النحاة وأهل اللغة، ويرجح ما يختار من مذاهبهم ووجهات نظرهم. مثال ذلك: مناقشته للأخفش لمخالفته جمهور النحاة في الهمزة المتوسطة المضمومة إذا كانت مسبوقة بكسر، نحو قوله تعالى: {مُسْتَهْزِئُونَ}، فقال بعد أن ذكر القولين: «والوجه الأول أجود؛ لأن حركتها أقرب إليها واولى بها من حركة ما قبلها...».[10]
4. توجيهه لبعض القراءات في بعض المواضع التي اختلفت فيها آراء العلماء. مثال ذلك: توجيهه الرفع والنصب في {غِشَاوَةٌ}، فقال: «فمن رفعها ابتدأ بقوله: {وعلى أَبْصَارِهِمْ غِشَاوَةٌ}؛ لأن الكلام قد تم دونه، ثم استأنف فرفع {غشاوة} بعلى أو بالابتداء، وجعل الخبر في {على}...».[11]